# Alfonso Mathis
Alfonso Mathis (Torino, 10 novembre 1811 – Alessandria, 15 gennaio 1898) è stato un politico italiano.

## Biografia
Conte, fu eletto deputato nel Collegio elettorale di Alessandria II per la VI e VII legislatura del Regno di Sardegna. Fu deputato anche nel corso della X legislatura del Regno d'Italia, dimettendosi nel 1898.
A lui è intitolata una via della città di Alessandria, città nella quale è anche sepolto.